# Die Insel Cypern
Die Insel Cypern (abreviado Ins. Cypern.) es un libro con ilustraciones y descripciones botánicas que fue escrito por el explorador, botánico, briólogo y recolector de plantas austriaco Karl Georg Theodor Kotschy y publicado en Viena en el año 1865 con el nombre de Insel Cypern ihrer physischen und organischen Natur nach mit Rucksicht ....